# باتری گرانشی

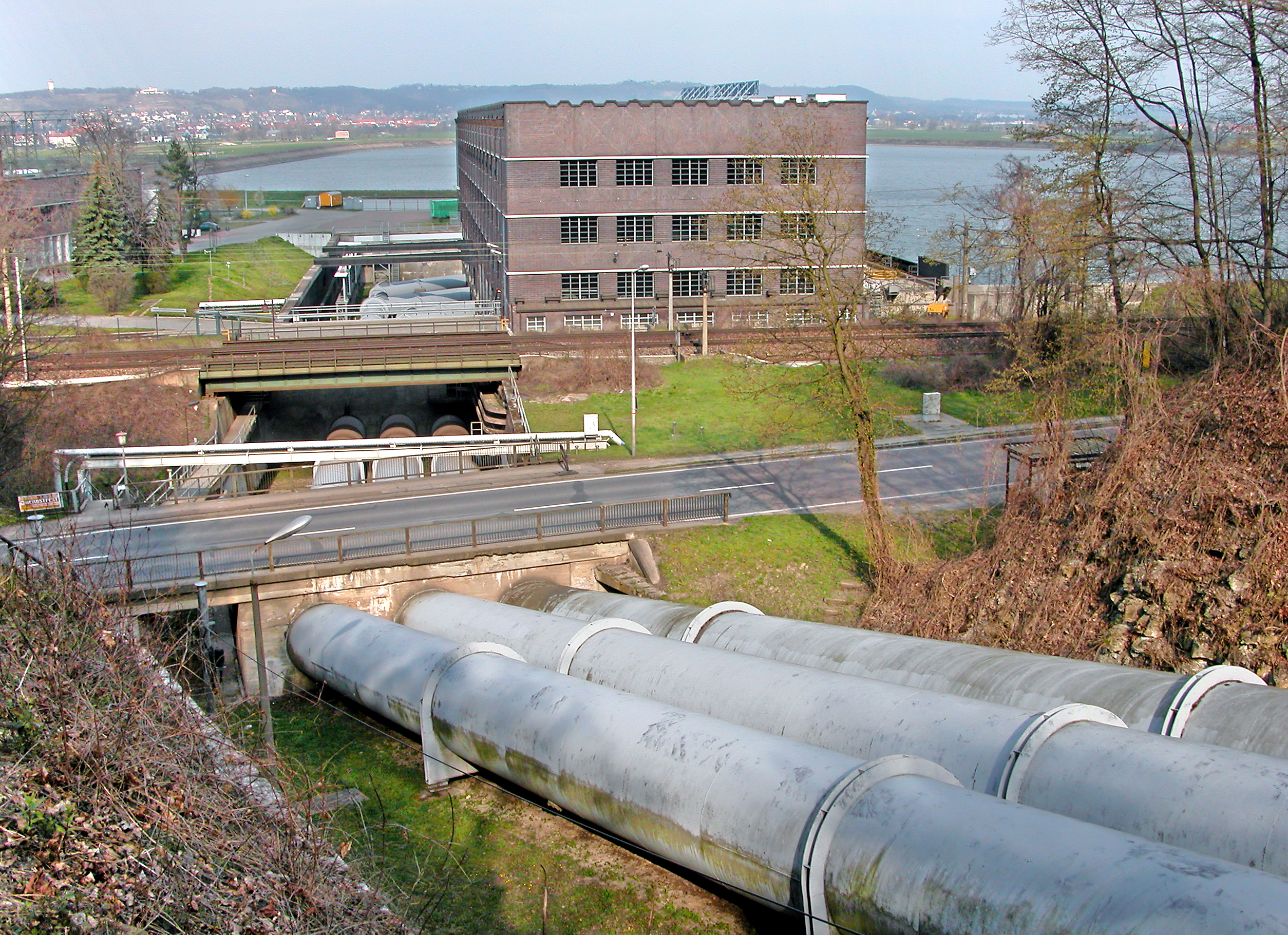
نیروگاه تلمبه ذخیره‌ای

باتری گرانشی (به انگلیسی: Gravity battery) وسیلهٔ ذخیرهٔ انرژی است که انرژی‌گرانشی را ذخیره می‌کند، انرژی ذخیره شده در یک جسم ناشی از تغییر ارتفاع در اثر گرانش است که به آن انرژی‌پتانسیل نیز می‌گویند. یک باتری گرانشی با استفاده کردن از انرژی یک سیستم به بالابردن جرمی برای تولید و افزایش انرژی پتانسیل گرانشی کمک می‌کند، سپس برای تبدیل انرژی‌پتانسیلی به الکتریسیته رها می‌شود؛ و از طریق یک مولد الکتریکی برق تولید می‌کند. انرژی تولید شده از باتری‌های گرانشی در دسته انرژی‌های پایدار قرار می‌گیرد. یک مدل از باتری گرانشی، باتری‌هایی هستند که جرمی مانند یک بلوک بتن متصل به مولد الکتریکی را برای تولید برق روبه پایین رها می‌کنند. رایج‌ترین باتری گرانشی در نیروگاه تلمبه ای ذخیره ای استفاده می‌شود، جایی که آب برای ذخیره انرژی به ارتفاعات بالاتر پمپ می‌شود و برای تولید برق به وسیله توربین‌های آبی رها می‌شود.

## توسعه
اولین مدل دستگاهی که از گرانش برای ایجاد حرکت مکانیکی استفاده می‌کرد، ساعت‌آونگی بود؛ که در سال ۱۶۵۶ توسط کریستیان‌هویگنس اختراع شد. ساعت توسط نیروی گرانش و با استفاده از یک مکانیسم‌فرار کار می‌کرد که باعث می‌شد آونگ به جلو و عقب حرکت کند. از آن موقع، باتری‌های گرانشی به سیستم‌هایی تبدیل شده‌اند که می‌توانند نیروی گرانش را مهار کرده و از ان برای ذخیره‌سازی انرژی در مقیاس بزرگ برای تولید الکتریسیته استفاده کرد.
اولین نیروگاه تلمبه ای ذخیره‌ای(PSH) مبتنی بر جاذبه در سال ۱۹۰۷ در سوئیس توسعه یافت. این شرکت در سال ۱۹۳۰ توسط شرکت کانکتیکات الکتریک و پاور کمپانی به ایالات‌متحده آمد. تا سال ۲۰۱۹ , مجموع ظرفیت جهان برای (psh)، ۱۶۸گیگاوات بوده. ایالات‌متحده دارای ۲۳ گیگاوات انرژی از PSH , تقریباً ۲٪ از سیستم تأمین انرژی و ۹۵ درصد ذخیره انرژی در مقیاس صنعتی در ایالات‌متحده است. نیروگاه تلمبه ای ذخیره‌ای در حال حاضر بزرگترین شکل ذخیره‌سازی انرژی شبکه در جهان است.
در سال ۲۰۱۲، مارتین‌ریدیفورد و جیم‌ریوز نمونه اولیه کارآمد باتری گرانشی سبک را توسعه دادند؛ یک باتری گرانشی در مقیاس کوچک که اکنون در برخی کشورها به صورت تجاری در دسترس است.
انرژی وَولت(Energy Vault)، یک شرکت ذخیره‌سازی‌انرژی است که در حال حاضر روی توسعه باتری‌های گرانشی در مقیاس بزرگ‌تر تحقیق و آزمایش می‌کند. انرژی وَولت که توسط بیل‌گراس، آندریا پدرتی و رابرت پیکنی در سال۲۰۱۷تأسیس شد؛ در حال گسترش نمونه اولبه باتری‌های گرانشی سبک در مقیاس بزرگتر است. آن‌ها در حال توسعه جرثقیلی هستند که از رها کردن بلوک‌های بتنی به جای آب، برق تولید می‌کند. انرژی وَولت تاریخ عرضه‌محصول خود را مشخص نکرده‌است، اما نمونه اولیه آن در دست ساخت است تا یک فناوری ذخیره‌سازی طولانی مدت امیدوارکننده باشد. در اواخر سال۲۰۲۰، شرکت سوئیسی در آربدو-کاستیون شش جرثقیل نصب کرد که در یک برج به ارتفاع ۱۱۰ متر نصب شده بود که یک بلوک‌بتنی ۳۵ تنی را بالا و پایین می‌برد که می‌توانست ۸۰ مگاوات ساعت انرژی‌ذخیره کند.
شرکت، کربن کاسکادیا، یک شرکت فناوری آب و هوایی مستقر در پورتلند، اورگان، با همکاری دانشگاه بریتیش کلمبیا در حال توسعه یک باتری انرژی بالقوه برای پایداری شبکه تجدیدپذیر است. هدف پروژه آزمایشی آنها ارائه یک مفهوم قابل تجاری‌سازی است که می‌تواند برای گنجاندن چندین گیگاوات ذخیره‌سازی جدید خورشیدی و بادی که در دهه آینده به صورت آنلاین به بازار عرضه می‌شود، توسعه یابد، زیرا جهان در حال پیشرفت به سمت کربن زدایی از شبکه تولید برق می‌کند.
گراویتریسیتی (Gravitricity)، یکی دیگر از شرکت‌های تولید باتری‌های گرانشی، در حال کار بر روی رویکرد دیگری برای یک سیستم ذخیره انرژی جدید است. گراویتریسیتی، که در سال ۲۰۱۱ توسط پیتر فرانکل تأسیس شد؛ یک نمونه‌اولیه باتری گرانشی ۱۰ متری ۲۵۰ کیلوواتی در اسکاتلند ساخت که عملیات آزمایشی و اتصال به شبکه آن را در سال ۲۰۲۱ آغاز کرد. در آوریل ۲۰۲۱، گراویتریسیتی یک باتری گرانشی نصب کرد که اولین نیروی خود را در سایتی در ادینبورگ تولید کرد.

## مکانیزم‌ها و قطعات
باتری‌های گرانشی می‌توانند طرح‌ها و ساختارهای متفاوتی داشته باشند، اما همه باتری‌های گرانشی از خواص فیزیک یکسانی برای تولید انرژی استفاده می‌کنند. انرژی پتانسیل گرانشی کار مورد نیاز برای حرکت یک جسم در جهت مخالف گرانش زمین است که با معادله زیر بیان می‌شود.
{\displaystyle U=mgh}
که در آن U انرژی‌پتانسیل گرانشی است، m جرم جسم، g شتاب جسم ناشی از گرانش است(9.8 m/s روی زمین)، و h ارتفاع جسم است؛ با استفاده از اصل کار-انرژی، مقدار کل انرژی تولید شده را می‌توان با معادله زیر بیان کرد.
{\displaystyle \Delta E=mg(h_{1}-h_{2})}
که در آن E مقدار کلی انرژی تولید شده و h1 و h2 بیانگر ارتفاع اولیه و نهایی شی می‌باشند. تغییر انرژی به‌طور مستقیم با جابجایی عمودی جرم مرتبط است؛ هر چه جرم بالاتر برود، انرژی پتانسیل گرانشی بیشتری ذخیره می‌شود. همچنین تغییر انرژی مستقیماً با جرم یک جسم مرتبط است؛ هرچه جرم سنگین‌تر باشد، تغییرات در انرژی بیشتر می‌شود.
در باتری‌گرانشی، جرمی جابجا یا بلند می‌شود؛ تا انرژی پتانسیل گرانشی تولید کنیم که منجر به تولید برق شود. باتری‌های گرانشی، انرژی پتانسیل‌گرانشی را با بالا بردن یک جرم به ارتفاع معینی با استفاده از پمپ، جرثقیل یا موتور، ذخیره می‌کنند. پس از بالا بردن جرم، انرژی‌پتانسیل‌گرانشی را براساس جرم جسم و میزان ارتفاع آن ذخیره می‌کند. حال انرژی که در آن ذخیره شده به برق تبدیل می‌شود. جرم پایین می‌آید تا به ارتفاع اولیه خود برگردد که باعث چرخش ژنراتور و ایجاد برق خواهد شد.

## انواع باتری‌های گرانشی
یک مدل باتری گرانشی از یک ساختار بسیار بلند با جرم سنگین استفاده می‌کند. این سازه بلند را می‌توان در بالای سطح زمین ساخت، مانند یک ساختمان بلند یا برج، یا می‌توان یک حفره عمیق در سطح زمین تا عمق معینی حفر کرد تا باتری با مشخصات لازم درست شود. یک جرم با استفاده از یک سیستم قرقره به بالای برج یا بالای سوراخ برده می‌شود. انرژی اولیه ای برای بلند کردن جرم مورد نیاز است، اما این انرژی معمولاً انرژی اضافی است که در طول زمان‌هایی که تولید برق بیشتر از تقاضا است، استفاده می‌شود. هنگامی که انرژی اضافی تمام می‌شود، با جابجایی جرم به وسیله ژنراتور به تولید برق پرداخت.

### مقیاس بزرگ
فناوری ذخیره وزن بالا (LWS) توسط شرکت انرژوزاپاس(Energozapas) توسعه یافته‌است. اصل عملیاتیLWSمبتنی بر مصرف برق در حین بلندکردن وزنه‌ها (به ارتفاع چند صد متری) به صورت عمودی با توجه به میدان گرانشی‌زمین و تولید انرژی در هنگام پایین آمدن وزنه هاست. بلوک‌های جامد ساخته شده از خاک فشرده به عنوان وزنه عمل می‌کنند. سازه باربر یک سازه بتن مسلح است که با کمک ربات‌های سازنده ساخته شده‌است. فناوری انرژوزاپاس امکان ساخت انبارهای انرژی در مقیاس صنعتی را با توان ۱۰ مگاوات ایجاد می‌کند. طول عمر ذخیره‌سازی ۵۰ سال است؛ و راندمان رفت و برگشت ۸۳٪ است.
انرژی تجدیدپذیر Lift از نوعی باتری گرانشی استفاده می‌کند. ونحوه کار ان به این صورت است که برای ذخیره انرژی، ظروف گاز شناور توسط یک وینچ به داخل آب کشیده می‌شوند، سطح آب صدها متر بالا می‌رود. سپس چرخه معکوس می‌شود و با بالا آمدن ظروف گاز برق تولید می‌شود. زیرساخت نسبتاً کمی برای ساخت ان نیاز است، باتری‌ها را می‌توان در نزدیکی مراکز عمده جمعیت قرار داد و راندمان رفت و برگشت ۸۵+٪ است؛ و سیستم را می‌توان از KWH به GWH مقیاس کرد.

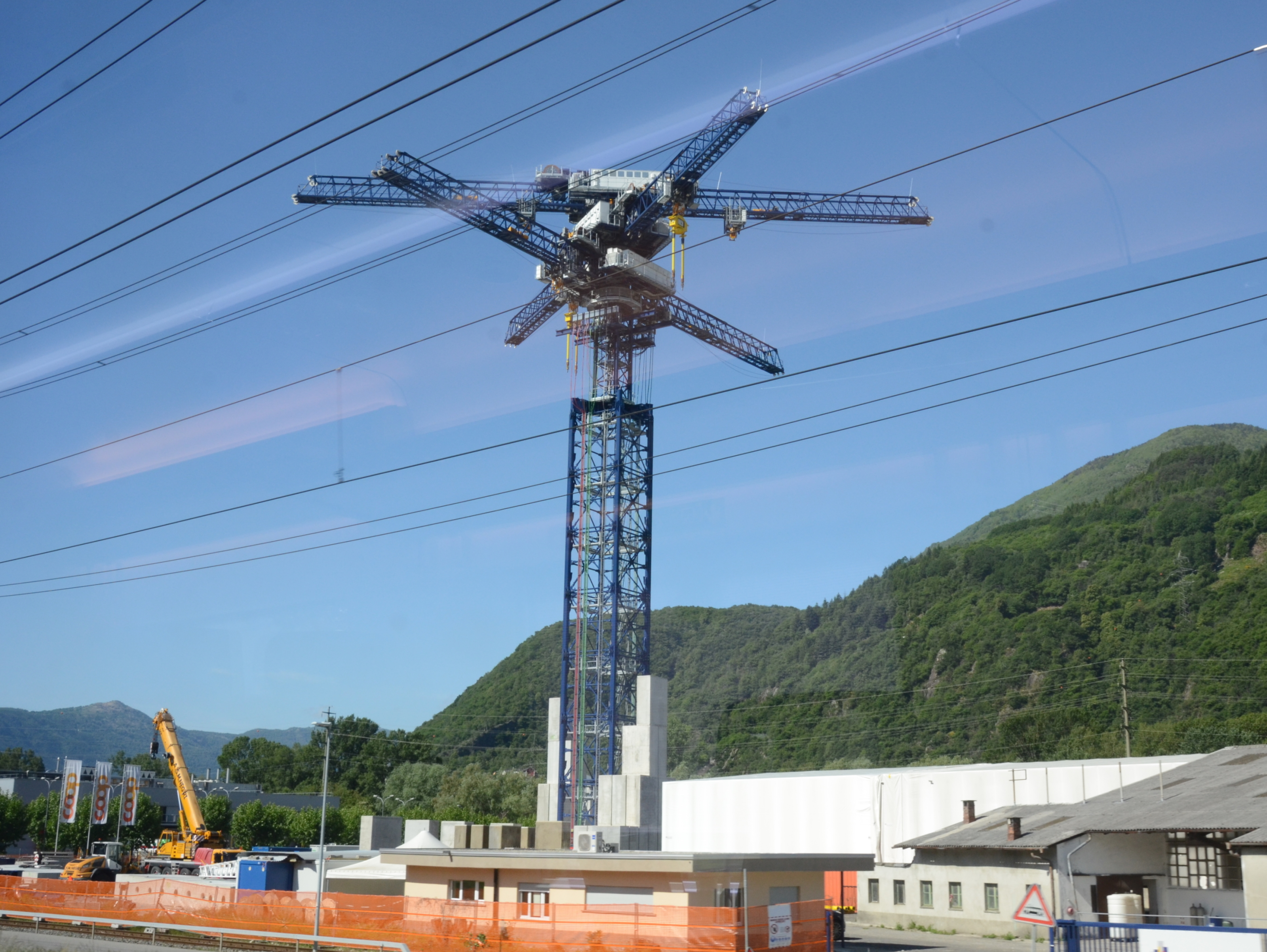
نمونه اولیه انرژی وَولت ۶۰ متری

انرژی وَولت در حال توسعه باتری‌های گرانشی در مقیاس بزرگ است. باتری گرانشی که آنها روی آن کار می‌کنند یک برج ذخیره انرژی است که از بلوک‌های سیمانی ساخته شده‌است. جرثقیل‌های ۱۲۰ متری از انرژی اضافی شبکه برق برای بلند کردن و چیدن بلوک‌های بتنی استفاده می‌کنند که هر کدام ۳۲ تن وزن دارند؛ انرژی زمانی بازیابی می‌شود که بلوک‌ها برای تولید انرژی با چرخاندن ژنراتور پایین بیایند. یک واحد تجاری می‌تواند ۲۰مگاوات برق یا انرژی به اندازه مورد نیاز ۲٬۰۰۰ خانه سوئیسی در روز ذخیره کند.
نوع باتری گرانشی گراویتریسیتی شامل یک وینچ/ژنراتور برقی قابل تبدیل، کابل‌ها، یک وزنه بزرگ و شفت عمودی است که در ابتدا با استفاده از شفت‌های معدنی غیرقابل استفاده به عمق ۱۵۰ تا ۱۵۰۰ متری زیر زمین می‌رود. وینچ الکتریکی وزنه ای از ۵۰۰ تا ۵۰۰۰ تن را به بالای شفت می‌برد. هنگامی که وزن کاهش می‌یابد؛ وینچ الکتریکی را در یک میدان مغناطیسی می‌چرخاند تا انرژی تولید کند. این سیستم ۱۰ مگاوات ساعت برق تولید می‌کند که برای تامیین برق دو ساعت ۱۳۰۰۰ خانه کافی است. همچنین می‌توان باتری را کنترل کرد تا وزنه را به سرعت پایین آورد تا یک انرژی پرقدرت داشته باشد.
شکل دیگری از باتری‌گرانشی، نیروگاه‌تلمبه‌ای ذخیره‌ای (PSH) است؛ که بزرگترین شکل ذخیره‌سازی انرژی در شبکه است.PSH به جای یک جرم جامد از آب استفاده می‌کند که قبل از آزاد شدن از طریق توربین‌ها برای ایجاد انرژی از مخزن پایینی به مخزن بالاتر پمپ می‌شود. پیشنهاد جایگزین استفاده از یک مایع با چگالی بالا، ۲۱⁄۲ برابر متراکم‌تر از آب است که نیاز به ارتفاع کمتری دارد و در نتیجه اندازه و هزینه زیرساخت‌های لازم را کاهش می‌دهد.
ذخیره انرژی توسط ریل مفهومی است که در آن از انرژی تجدیدپذیر اضافی برای راه اندازی واگن‌های قطار سنگین در سربالایی در زمان‌هایی که تقاضای انرژی کم است استفاده می‌شود. انرژی پتانسیل بعداً با استفاده از ترمز احیا کننده در هنگام چرخش در سراشیبی آزاد می‌شود و به عنوان یک باتری‌گرانشی عمل می‌کند. یک تأسیسات به نام گرویتی لاین (Gravity Line) در اکتبر ۲۰۲۰در نوادا شروع به ساخت این مدل به صورت کاربردی کرد؛ گرویتی لاین در حال ساخت یک منبع ذخیره‌سازی ریلی پیشرفته (Advanced Rail Energy Storage (ARES)) واقع در معدن سنگریزه گیمبیرد پیت در دره پاهرومپ نوادا است. انتظار می‌رود این تاسیسات۵۰ مگاواتی انرژی تجدیدپذیر اضافی را از منابع غربی ایالات متحده ذخیره کرده و تا ۱۵ دقیقه خدمات تنظیمی را با ظرفیت کامل تحویل دهد.

### مقیاس کوچک
گرویتی لاین یک چراغ گرانشی کوچک است که با بلند کردن دستی کیسه ماسه یا سنگ به سمت بالا عمل می‌کند و سپس برای تولید انرژی رها می‌شود. گرویتی لاین برای کمک به تقریباً یک میلیارد نفر در جهان که منبع برق ندارند طراحی شده؛ و نیاز افرادی که به برق دسترسی ندارند را از اتکا به لامپ‌های نفت سفید که گران، خطرناک و آلوده کنننده هستند، بی‌نیاز می‌کند.

## اقتصاد و کارایی
هزینه باتری‌های گرانشی بسته به طراحی متفاوت است.
هزینه بهره‌برداری از انرژی آبی ذخیره‌سازی پمپ شده ۱۶۵ دلار در هر کیلووات ساعت، با هزینه ترازشده انرژی(LCOS)، ۰٫۱۷ دلار در کیلووات ساعت است. پمپ‌ها و توربین‌های سیستم‌های PSH تا ۹۰ درصد بازدهی، کار می‌کنند.
انرژی وَولت، پیشنهاد کرد که سیستم باتری الکتریکی از ۷ تا ۸ میلیون در نظر گرفته شود. که دارای LCOS 0.05 دلار در کیلووات ساعت و راندمان رفت و برگشت ۸۸–۹۲٪ است. این در مقایسه با LCOS باتری‌های لیتیوم یونی ۵۰ درصد ارزان‌تر است که ۰٫۲۵ دلار در کیلووات ساعت تا ۰٫۳۵ دلار در کیلووات ساعت هستند.
انتظار می‌رود که ۲۵۰ هزار کیلووات برق به میزان ۱٫۲۵ میلیون دلار باشد و وعده دوره عمر ۵۰ ساله و بازده ۸۰ تا ۹۰ درصد را می‌دهد. هزینه‌های نسبی تأسیسات ذخیره‌سازی گرانشی که از وزنه‌های ۲۰۰۰ تنی آویزان شده از وینچ‌های موجود در میل‌های معدنی بلااستفاده استفاده می‌کنند، در مقایسه با باتری‌های لیتیوم یونی، نشان می‌دهد که اگرچه «هزینه اولیه بالاست»، عمر ۲۵ ساله این تجهیزات - بدون تخریب ظرفیت در حین استفاده - یک «پیشنهاد قانع کننده» برای اهداف توازن شبکه در مقیاس بزرگ ایجاد می‌کند.
برخلاف نیروگاه تلمبه ای ذخیره‌ای، پنل‌های خورشیدی و توربین‌های بادی، که فقط در شرایط خاص یا در مناطق خاصی می‌توانند کار کنند، باتری‌های گرانشی مانند باتری‌هایی که توسط انرژی وَولت، و گراویتریسیتی پیشنهاد شده‌اند را می‌توان در هر نقطه از جهان ساخت و از مواد موجود در محل ساختمان استفاده کرد. باتری‌های گرانشی انرژی خورشیدی و باد را بادوام‌تر می‌کنند، زیرا می‌توانند انرژی اضافی را که در ساعات اوج مصرف تولید می‌کنند ذخیره کرده و بعداً در صورت نیاز توزیع کنند.

## اثرات زیست‌محیطی
باتری‌های جاذبه برای جفت شدن با راه‌حل‌های انرژی تجدیدپذیر طراحی شده‌اند که منابع آن (نور خورشید، باد و غیره) اغلب متغیر هستند و لزوماً با تقاضا منطبق نیستند. امید است که آن‌ها هزینه بلند مدت بهتری نسبت به باتری‌های شیمیایی داشته باشند، در حالی که مشکلات زیست‌محیطی کمتری نسبت به دیگر راه‌حل‌های ذخیره‌سازی سنتی مانند ذخیره آب پمپ شده دارند. پیش‌بینی می‌شود که سیستم‌های باتری الکتریکی قادر به تأمین فوری قدرت طی مصرف پیک باشند که ممکن است به آن‌ها امکان تکمیل یا جایگزینی سوخت فسیلی را بدهد . انتظار می‌رود سیستم‌های واحد وزنی بتوانند در کم‌تر از یک ثانیه به تولید برق کامل برسند.
بنابراین، استفاده از باتری‌های گرانشی در مقیاس بزرگ‌تر، نیاز به سوخت‌های فسیلی را کاهش می‌دهد و به‌طور قابل توجهی انتشار CO2 را کاهش می‌دهد.
باتری‌های گرانشی نسبت به باتری‌های لیتیوم یونی سازگارتر با محیط زیست هستند، زیرا باتری‌های لیتیوم یونی عمر کوتاه‌تری دارند و در صورت نیاز به دور انداختن آنها مشکلاتی ایجاد می‌شود.

## باتری جاذبه (شیمیایی)
از سال۱۸۷۰ تا ۱۹۳۰، اصطلاح «باتری گرانشی» برای توصیف مجموعه‌ای از انواع باتری‌های محبوب استفاده شد که در آن از گرانش برای جدا نگه داشتن اجزای شیمیایی بر اساس چگالی مربوطه استفاده می‌شد.